# Persone di nome Dominic
| Questa pagina contiene informazioni ricavate automaticamente dalle voci biografiche con l'ausilio del template Bio e di un bot. L'aggiornamento è periodico e automatico e ricostruisce completamente la pagina. Se manca una persona in questa lista, sei pregato di non aggiungerla, ma accertati piuttosto che la sua voce biografica contenga il template Bio e che i dati anagrafici siano correttamente compilati. Se il template Bio manca, inseriscilo tu stesso o, in alternativa, metti l'avviso {{tmp\|Bio}} che ne segnala la mancanza. Se i dati riportati sono sbagliati, correggi direttamente la voce biografica; le modifiche saranno visibili in questa lista entro pochi giorni. Per chiarimenti vedi il progetto antroponimi. La lista contiene solo le 113 persone che sono citate nell'enciclopedia e per le quali è stato implementato correttamente il template Bio. Pagina aggiornata al 16 ott 2024. |

Questa è una lista di persone presenti nell'enciclopedia che hanno il prenome Dominic, suddivise per attività principale.

## Allenatori di calcio(1)
- Dominic Kinnear, allenatore di calcio e ex calciatore statunitense (Glasgow, n. 1968)

## Arcivescovi cattolici(3)
- Dominic Jala, arcivescovo cattolico indiano (Mawlai, n. 1951 - Wilbur Springs, † 2019)
- Dominic Maguire, arcivescovo cattolico irlandese (Spagna - Saint-Germain-en-Laye, † 1707)
- Dominic Tang Yee-ming, arcivescovo cattolico cinese (Hong Kong, n. 1908 - Stamford, † 1995)

## Astronauti(2)
- Dominic Antonelli, ex astronauta statunitense (Detroit, n. 1967)
- Dominic Gorie, ex astronauta e aviatore statunitense (Lake Charles, n. 1957)

## Attori(20)
- Dominic Adams, attore e modello inglese (Bristol, n. 1985)
- Don Ameche, attore statunitense (Kenosha, n. 1908 - Scottsdale, † 1993)
- Dominic Barto, attore statunitense (Pennsylvania, n. 1930 - San Bernardino, † 2019)
- Dominic Brunt, attore, produttore cinematografico e regista britannico (Macclesfield, n. 1970)
- Dominic Burgess, attore e sceneggiatore inglese (Stoke-on-Trent, n. 1982)
- Dominic Carter, attore britannico (Liverpool, n. 1966)
- Dominic Chianese, attore e cantante statunitense (New York, n. 1931)
- Dominic Cooper, attore britannico (Greenwich, n. 1978)
- Dominic Fumusa, attore statunitense (Contea di Dane, n. 1969)
- Dominic Guard, attore britannico (Londra, n. 1956)
- Dominic Janes, attore statunitense (Tucson, n. 1994)
- Dominic Scott Kay, attore e doppiatore statunitense (Los Angeles, n. 1996)
- Dominic Keating, attore britannico (Leicester, n. 1962)
- Dominic Mafham, attore inglese (Stafford, n. 1968)
- Dominic Monaghan, attore britannico (Berlino, n. 1976)
- Dominic Purcell, attore e produttore cinematografico australiano (Wallasey, n. 1970)
- Dominic Sessa, attore statunitense (Cherry Hill, n. 2002)
- Dominic Sherwood, attore e modello britannico (Royal Tunbridge Wells, n. 1990)
- Dominic West, attore britannico (Sheffield, n. 1969)
- Dominic Zamprogna, attore canadese (Hamilton, n. 1979)

## Batteristi(1)
- Dominic Howard, batterista britannico (Stockport, n. 1977)

## Calciatori(19)
- Dominic Adiyiah, ex calciatore ghanese (Accra, n. 1989)
- Dominic Ball, calciatore inglese (Welwyn Garden City, n. 1995)
- Dominic Calvert-Lewin, calciatore inglese (Sheffield, n. 1997)
- Dominic Chatto, ex calciatore nigeriano (Kaduna, n. 1985)
- Dominic Dwyer, calciatore inglese (Cuckfield, n. 1990)
- Dominic Foley, calciatore irlandese (Cork, n. 1976)
- Dominic Hyam, calciatore scozzese (Leuchars, n. 1995)
- Dominic Iorfa, ex calciatore nigeriano (Gboko, n. 1968)
- Dominic Iorfa, calciatore inglese (Southend-on-Sea, n. 1995)
- Dominic Maroh, ex calciatore sloveno (Nürtingen, n. 1987)
- Dominic Matteo, ex calciatore scozzese (Dumfries, n. 1974)
- Dominic Oduro, ex calciatore ghanese (Accra, n. 1985)
- Dominic Peitz, ex calciatore tedesco (Geseke, n. 1984)
- Dominic Poleon, calciatore santaluciano (Newham, n. 1993)
- Dominic Pürcher, calciatore austriaco (Schladming, n. 1988)
- Dominic Richmond, calciatore montserratiano (Preston, n. 2006)
- Dominic Samuel, calciatore canadese (Toronto, n. 1994)
- Dominic Samuel, calciatore inglese (Southwark, n. 1994)
- Dominic Solanke, calciatore inglese (Basingstoke, n. 1997)

## Canottieri(1)
- Dominic Seiterle, canottiere canadese (Montréal, n. 1975)

## Cantautori(2)
- Dominic Fike, cantautore e attore statunitense (Naples, n. 1995)
- Yungblud, cantautore britannico (Doncaster, n. 1997)

## Cardinali(1)
- Dominic Ignatius Ekandem, cardinale e arcivescovo cattolico nigeriano (Obio Ibiono, n. 1917 - Abuja, † 1995)

## Cestisti(12)
- Dominic Artis, cestista statunitense (Oakland, n. 1993)
- Dominic Calegari, ex cestista statunitense (Berkeley, n. 1987)
- Dominic Callori, ex cestista statunitense (Sacramento, n. 1980)
- Dominic Gilbert, cestista australiano (Hong Kong, n. 1996)
- Dominic James, ex cestista statunitense (Richmond, n. 1986)
- Dominic Lockhart, cestista tedesco (Schweinfurt, n. 1994)
- Dominic McGuire, ex cestista statunitense (San Diego, n. 1985)
- Dom Morris, ex cestista statunitense (Newark, n. 1990)
- Dominic Okon, ex cestista, allenatore di pallacanestro e dirigente sportivo nigeriano (Ibadan, n. 1976)
- Dominic Pressley, cestista statunitense (Washington, n. 1964 - † 1997)
- Dominic Waters, cestista statunitense (Portland, n. 1986)
- Nic Wise, ex cestista statunitense (Houston, n. 1987)

## Chitarristi(1)
- Dominic Miller, chitarrista argentino (Buenos Aires, n. 1960)

## Ciclisti su strada(1)
- Dominic Klemme, ex ciclista su strada tedesco (Lemgo, n. 1986)

## Compositori(2)
- Dominic Frontiere, compositore statunitense (New Haven, n. 1931 - Tesuque Pueblo, † 2017)
- Dominic Lewis, compositore e musicista inglese (Londra, n. 1985)

## Egittologi(1)
- Dominic Montserrat, egittologo e papirologo britannico (Slough, n. 1964 - Londra, † 2004)

## Ginnasti(1)
- Dominic Clarke, ginnasta australiano (Plymouth, n. 1997)

## Giocatori di baseball(1)
- Dominic Smith, giocatore di baseball statunitense (Los Angeles, n. 1995)

## Giocatori di curling(1)
- Dominic Andres, giocatore di curling svizzero (Berna, n. 1972)

## Giocatori di football americano(4)
- Dominic Hanselmann, ex giocatore di football americano tedesco (n. 1986)
- Nick Lowery, ex giocatore di football americano tedesco (Monaco di Baviera, n. 1956)
- Dominic Olney, giocatore di football americano britannico (Coventry, n. 1985)
- Dominic Siegel, giocatore di football americano tedesco (Monaco di Baviera, n. 1995)

## Giocatori di snooker(1)
- Dominic Dale, giocatore di snooker gallese (Coventry, n. 1971)

## Hockeisti su ghiaccio(2)
- Dominic Forget, hockeista su ghiaccio canadese (Sainte-Julie, n. 1981)
- Dominic Zwerger, hockeista su ghiaccio austriaco (Dornbirn, n. 1996)

## Informatici(1)
- Dominic Giampaolo, programmatore statunitense

## Judoka(1)
- Dominic Ressel, judoka tedesco (n. 1993)

## Mezzofondisti(2)
- Dominic Kirui, ex mezzofondista keniota (n. 1967)
- Dominic Lobalu, mezzofondista sudsudanese (Chukudum, n. 1998)

## Militari(1)
- Dominic Salvatore Gentile, militare e aviatore statunitense (Piqua, n. 1920 - Forestville, † 1951)

## Musicisti(2)
- D. J. Fontana, musicista statunitense (Shreveport, n. 1931 - Nashville, † 2018)
- Nick La Rocca, musicista, compositore e arrangiatore statunitense (New Orleans, n. 1889 - New Orleans, † 1961)

## Parolieri(1)
- Dominic Behan, paroliere e scrittore irlandese (Dublino, n. 1928 - Glasgow, † 1989)

## Politici(4)
- Dominic Bradley, politico britannico (Bessbrook, n. 1960)
- Dominic Cummings, politico britannico (Durham, n. 1971)
- Dominic Perrottet, politico australiano (Port Macquarie, n. 1982)
- Dominic Raab, politico britannico (Buckinghamshire, n. 1974)

## Produttori discografici(1)
- Dom Dolla, produttore discografico australiano (n. 1992)

## Pugili(1)
- Dominic Salcido, pugile statunitense (n. 1984)

## Rapper(1)
- Sage the Gemini, rapper, produttore discografico e scrittore statunitense (Fairfield, n. 1992)

## Registi(2)
- Dominic Cooke, regista inglese (Londra, n. 1966)
- Dominic Sena, regista statunitense (Niles, n. 1949)

## Registi teatrali(1)
- Dominic Dromgoole, regista teatrale e direttore artistico britannico (Bristol, n. 1963)

## Rugbisti a 13(1)
- Dominic Feau'nati, rugbista a 13 e rugbista a 15 samoano (Wellington, n. 1978)

## Rugbisti a 15(4)
- Dominic Bird, rugbista a 15 neozelandese (Waipukurau, n. 1991)
- Dominic Chapman, rugbista a 15 inglese (Londra, n. 1976)
- Dominic Day, ex rugbista a 15 britannico (Pembroke, n. 1985)
- Dominic Shipperley, ex rugbista a 15 australiano (Redcliffe, n. 1991)

## Sciatori alpini(2)
- Dominic Demschar, ex sciatore alpino australiano (Oberndorf bei Salzburg, n. 1993)
- Dominic Ott, sciatore alpino svizzero (n. 2000)

## Scrittori(1)
- Dominic Barker, scrittore inglese (Southport, n. 1966)

## Skeletonisti(1)
- Dominic Parsons, skeletonista britannico (Londra, n. 1987)

## Storici(2)
- Dominic Candeloro, storico statunitense (Chicago, n. 1940)
- Dominic Rathbone, storico e papirologo britannico (n. 1957)

## Tennisti(3)
- Dominic Inglot, ex tennista britannico (Londra, n. 1986)
- Dominic Stricker, tennista svizzero (Münsingen, n. 2002)
- Dominic Thiem, ex tennista austriaco (Wiener Neustadt, n. 1993)

## Velocisti(1)
- Dominic Demeritte, ex velocista bahamense (Nassau, n. 1978)

## Wrestler(1)
- Dominic DeNucci, wrestler italiano (Frosolone, n. 1932 - Freedom, † 2021)

## Senza attività specificata(2)
- Dominic Mahony, ex pentatleta britannico (Plymouth, n. 1964)
- Dominic Tuohy, effettista britannico